# Чемпіонат України з регбіліг 2018
Чемпіонат України 2018 року з регбіліг.
Десятий чемпіонат України з регбіліг серед чоловіків 2018 року розіграли 5 команд Суперліги, які провели двоколовий турнір. Потім команди з перших двох місць визначили чемпіона.
У сезоні 2018 року започатковано Українську лігу регбіліг JOMA SUPER LEAGUE. Головною особливістю безпрецедентного проекту ліги є створення регіональних збірних команд під брендами англійських професійних регбіліг клубів — так звані франшизи.

## Учасники
У сезоні 2018 року в JOMA SUPER LEAGUE взяли участь 5 регіональних франшиз, до складу яких увійшли наступні клуби:
1. «Kharkiv Legion XIII – Giants» (РК «Легіон ХІІІ» (Харків), РК «Сармат» (Краматорськ))
2. «Lviv Tigers» (РК «Сокіл» (Львів))
3. «Kyiv Rhinos» (РК «Київ» (Київ), РК «Ребелс» (Київ))
4. «West Knights» (РК «Рівне» (Рівне), РК «Терен» (Тернопіль))
5. «Transcarpathia Trinity» (РК «Корзо» (Ужгород), РК «МДУ» (Мукачево), РК «Леви» (Королево))

## Суперліга

### Турнірна таблиця
| М | Команда                        | 1           | 2           | 3           | 4           | 5           | В | Н | П | Р:О     | О  |
| - | ------------------------------ | ----------- | ----------- | ----------- | ----------- | ----------- | - | - | - | ------- | -- |
| 1 | «Kharkiv Legion XIII – Giants» |             | 14:20 78:10 | 98:16 84:2  | 64:6 30:0*  | 94:10 30:0* | 7 | 0 | 1 | 492:64  | 22 |
| 2 | «Lviv Tigers»                  | 20:14 10:78 |             | 56:12 42:14 | 30:32 64:12 | 54:9 22:20  | 6 | 0 | 2 | 298:191 | 20 |
| 3 | «Kyiv Rhinos»                  | 16:98 2:84  | 12:56 14:42 |             | 26:22 58:8  | 30:37 30:0* | 3 | 0 | 5 | 188:347 | 14 |
| 4 | «West Knights»                 | 6:64 0:30*  | 32:30 12:64 | 22:26 8:58  |             | 48:32 30:0* | 3 | 0 | 5 | 158:304 | 13 |
| 5 | «Transcarpathia Trinity»       | 10:94 0:30* | 9:54 20:22  | 37:30 0:30* | 32:48 0:30* |             | 1 | 0 | 7 | 108:338 | 8  |

(*) Технічні перемоги та поразки з рахунком 30:0. У разі неявки команди турнірні очки за цей матч їй не нараховуються.

### Ґранд-фінал
14 жовтня, Львів, стадіон «Юність»
«Lviv Tigers» — «Kharkiv Legion XIII – Giants» 14:46